# Psidríneos
Psidríneos (Psydrinae) é uma subfamília de coleópteros da família Carabidae.

## Tribos
- Tribo Amblytelini Blackburn, 1892
- Tribo Mecyclothoracini Jeannel, 1940
- Tribo Meonini Sloane, 1898
- Tribo Moriomorphini Sloane, 1890
- Tribo Psydrini LeConte, 1853
- Tribo Tropopterini Sloane, 1898